# Isla Palm

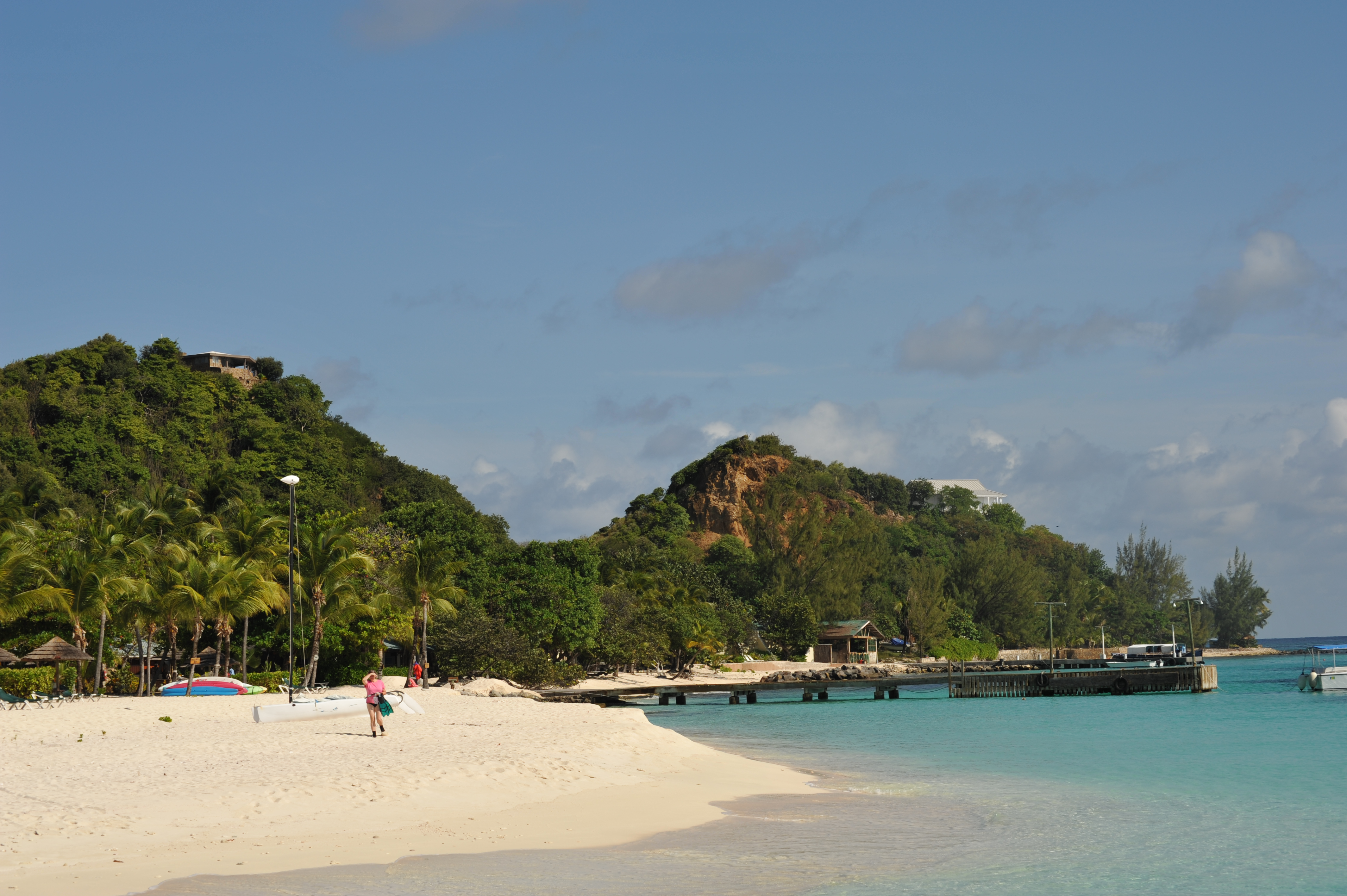
Isla Palm.

La Isla Palm (en inglés: Palm Island), en las Granadinas es una pequeña isla a una milla de la isla de la Unión, y sólo accesible por barco. Tiene una superficie de 135 hectáreas (0,55 km²) y alberga cinco playas.
Originalmente conocida como la isla de Prune (en inglés: Prune Island), Isla Palm, obtuvo su nombre actual cuando los antiguos propietarios, el fallecido John Caldwell (Johnny Coconuts) o "Johnny Cocos" y su esposa Mary (María), plantaron cientos de cocoteros, produciendo la transformación del desierto y los pantanos existentes en la isla, antes a ser un territorio cubierto de palmas.
En la isla actualmente hay un resort turístico y una veintena de residencias privadas.